# 新井千佳
新井ニーニャ（1989年11月22日 - ）は、日本の女性モデル。東京都出身。スパニッシュフィリピン人の母と、日本人の父を持つハーフ。3児の母。ギャルママ雑誌『I LOVE mama〔アイラブママ〕』の専属モデルを務める。表紙への登場回数は2回あり。2011年には妊娠中の自身と野田華子とでの『W妊婦セミヌード』の表紙を務めた。翌2012年には孫きょうとともにダイエット特集の主役を担当した。
インフォレスト社倒産をきっかけにフリーランスモデルへ転身。名前を「新井千佳」から母の母国フィリピンでのセカンドネーム”ニーニャ”を用いて「新井ニーニャ」へ改名する。

## 出演

### 雑誌
- 『I LOVE mama』 専属

### テレビ
- 『プリママ』（2011年4月2日 - 、KBS京都）
- 『踊る！さんま御殿！」（2012年）
- 『キャサリン三世』（2013年）
- 『村上マヨネーズのツッコマせて頂きます！』（2013年）
- 『ラッピー×ブラッピー』（2017年）
- 『BAZOOKA!!』（2017年）
- 『村上マヨネーズのツッコマせて頂きます！』（2017年）

### CM
- 味の素（2011年）
- ワンダーコア2（2016年）
- ベトナム航空（2017年）

### ショー
- 東京ガールズコレクション2014・2016 セミファイナリスト
- 東京ガールズコレクション　KITAKYUSHU2015